# Kortison
Kortison är ett steroidhormon, en glukokortikoid, som är den inaktiva formen av kortisol. Kortisol omvandlas till kortison i njurarna och kortison omvandlas till kortisol framför allt i levern. Kortison har ingen direkt verkan på kroppens vävnader, utan omvandlas till glukokortikoiden kortisol, som är det hormon som utövar effekt. Kortisol bildas i binjurarna. Kortisonpreparat är ett vanligt förekommande antiinflammatoriskt läkemedel och ordet "kortison" avser i detta sammanhang ofta hydrokortison (vilket är synonymt med kortisol) eller andra glukokortikoider och i regel inte specifikt substansen kortison.
Den amerikanske kemisten Edward C. Kendall upptäckte substansen under sin tid som forskare vid Mayokliniken i Rochester, Minnesota i slutet av 1930-talet. För detta tilldelades han, tillsammans med Tadeus Reichstein (Schweiz) och Philip S Hench, 1950 års nobelpris i medicin. Motiveringen för priset var "för deras upptäckt av de hormoner, som bildas i binjurebarken, deras struktur och biologiska verkningar".
Kortisonpreparat är dopingklassade och får som regel ej användas i samband med tävlingsaktiviteter.